# Born for Greatness
«Born for Greatness» es una canción escrita y grabada por la banda estadounidense de rock Papa Roach de su octavo álbum de estudio, Crooked Teeth (2017). El 12 de noviembre de 2017, fue lanzado como tercer sencillo, y el vídeo musical fue lanzado el 2 de febrero de 2018.
También ha sido la canción oficial del evento de pago por visión (PPV) de la WWE, Payback y utilizado como tema principal de WWE Raw desde el 29 de enero de 2018 hasta el 23 de septiembre de 2019.

## Antecedentes
"Born for Greatness" se lanzó por primera vez el 31 de marzo de 2017, en un video de letras, para promover el lanzamiento en ese momento del octavo álbum. Además de la grabación en estudio de la canción que se estrenará en Crooked Teeth el 19 de mayo de 2017. Dos días después del lanzamiento del álbum, la banda lanzó una grabación en vivo de una versión alternativa de la canción presentada en Rock on the Range con una banda de marcha de la escuela secundaria.  En noviembre de 2017, la canción fue lanzada como el tercer sencillo oficial de Crooked Teeth, después de "«Help»" y "«American Dreams»", y en diciembre de 2017, se lanzó un video musical completo, con imágenes de la banda interpretando la canción de su gira europea de 2017.

## Posicionamiento en lista
| Lista (2018)                   | Posiciones |
| ------------------------------ | ---------- |
| US Mainstream Rock (Billboard) | 1          |

## Personal
- Jacoby Shaddix – Vocalista
- Jerry Horton – Guitarra principal
- Tobin Esperance – Bajo
- Tony Palermo – Batería